# Hasenbuck
Hasenbuck ist ein Stadtteil der kreisfreien Stadt Nürnberg benannt nach der gleichnamigen Erhebung im Süden der Stadt. Er befindet sich in statistischem Bezirk 40, der zum Statistischen Stadtteil 4 Südliche Außenstadt gehört.
Zur leichteren Identifizierung wird der statistische Bezirk 40 durch das Amt für Stadtforschung und Statistik Nürnberg intern auch als „Hasenbuck“ bezeichnet; diese Bezeichnung wurde jedoch nicht durch einen Stadtratsbeschluss festgelegt.

## Geographische Lage
Der Hasenbuck liegt zwischen dem Rangierbahnhof, der Katzwanger Straße, der Frankenstraße und der Tiroler Straße. Seine Höhe beträgt 342,7 m. Geologisch betrachtet ist er ein Inselberg aus Burgsandstein, umgeben von Keupersand.
Die Nachbarbezirke sind:

## Geschichte
Die erste urkundliche Erwähnung des Hasenbucks geht auf die Jahre 1721 und 1731 zurück. Angeblich wurde in dieser Zeit um Jagdrechte gestritten. Anfang des 19. Jahrhunderts wurde der Hasenbuck von Jagdpächtern zugänglich und mit einer Steinpyramide und einigen Anlagen verschönert und zum Aussichtspunkt gemacht. 1841 begann man mit dem Bau der Eisengießerei Klett & Comp., heute das MAN-Motorenwerk, 1903 des Rangierbahnhofs, Anfang des 20. Jahrhunderts die Wohnhäuser der Postbaugenossenschaft Nürnberg eG und ab 1927 die Wohnhäuser der Baugenossenschaft der Kriegsbeschädigten und Kriegshinterbliebenen eG, heute die Wohnungsgenossenschaft Nürnberg Süd-Ost e. G. gebaut. Seit 1937 befindet sich auf dem Gipfel des Hasenbucks die am 25. Juli eingeweihte Lutherkirche.

## Religion
Im Stadtteil befindet sich den evangelische Lutherkirche und unterhalb des Südtiroler Platzes die katholische Kirche „St. Theresia vom Kinde Jesu“ mit einem Kindergarten nebenan.
Die St. Theresia als eine „Notkirche“ wurde am 11. Oktober 1931 eingeweiht und nach einem Bombenangriff Ende 1944 zerstört. Anfang Oktober 1948 wurde die neu errichtete Kirche St. Theresia eingeweiht. 2015/16 wurde die Kirche innen und außen verändert und auch eine Glockenstele errichtet.

## Bauwerke
- Die evangelische „Lutherkirche“ und die katholische Kirche „St. Theresia vom Kinde Jesu“
- Die ehemalige ehemaligen Südkaserne mit dem Bundesamt für Migration und Flüchtlinge
- Der Z-Bau, ein Kulturhaus, welches von der Gesellschaft für kulturelle Freiräume betrieben wird
- Das Dr.-Werr-Heim, ein Senioren- und Pflegeheim der Christlichen Arbeitsgemeinschaft[9]

## Denkmäler
- Das Marterl „Die Schlacht vor den Toren“ neben der Lutherkirche.
- Die Büste Anton von Rieppel, steht seit dem 3. Juni 2016 im Südtiroler Platz.
- Das Cramer-Klett-Denkmal befindet sich seit 2011 auf dem MAN-Werksgelände.
- Das MAN-Kriegerdenkmal, von Fritz Behn aus Klinker gemauerter Pylonaufbau mit gemauertem Adler, befindet sich seit 1936 im Eingangsbereich des MAN-Werksgeländes an der Frankenstraße.[10]

## Freizeit
Im Stadtteil befindet sich westlich als auch nordöstlich der Lutherkirche eine Grünanlage mit je einem Spiel- und Bolzplatz. Des Weiteren entsteht eine weitere Grünanlage mit Spielplätzen in dem südöstlich gelegenem Neubaugebiet Lichtenreuth.

## Bilder

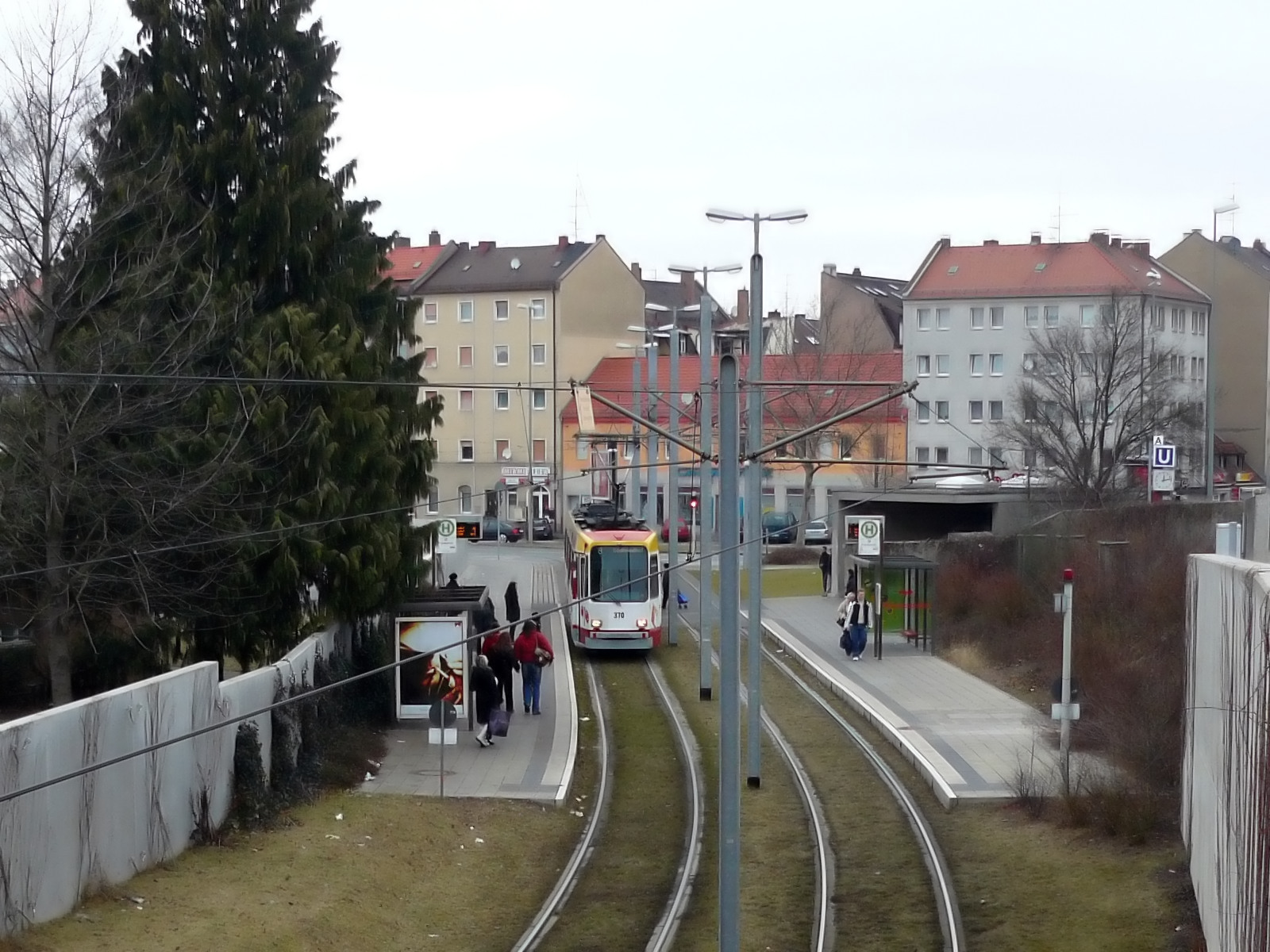
Haltestelle Frankenstraße der Straßenbahnlinie 5
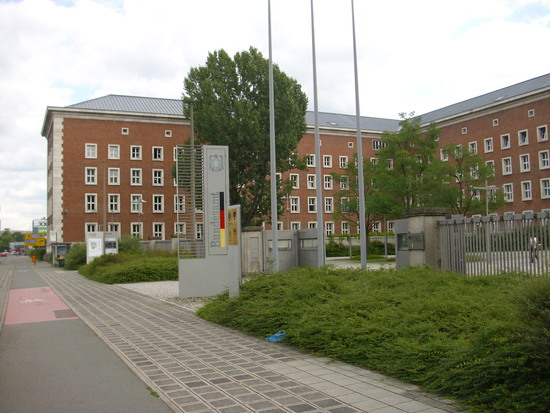
Bundesamt für Migration und Flüchtlinge
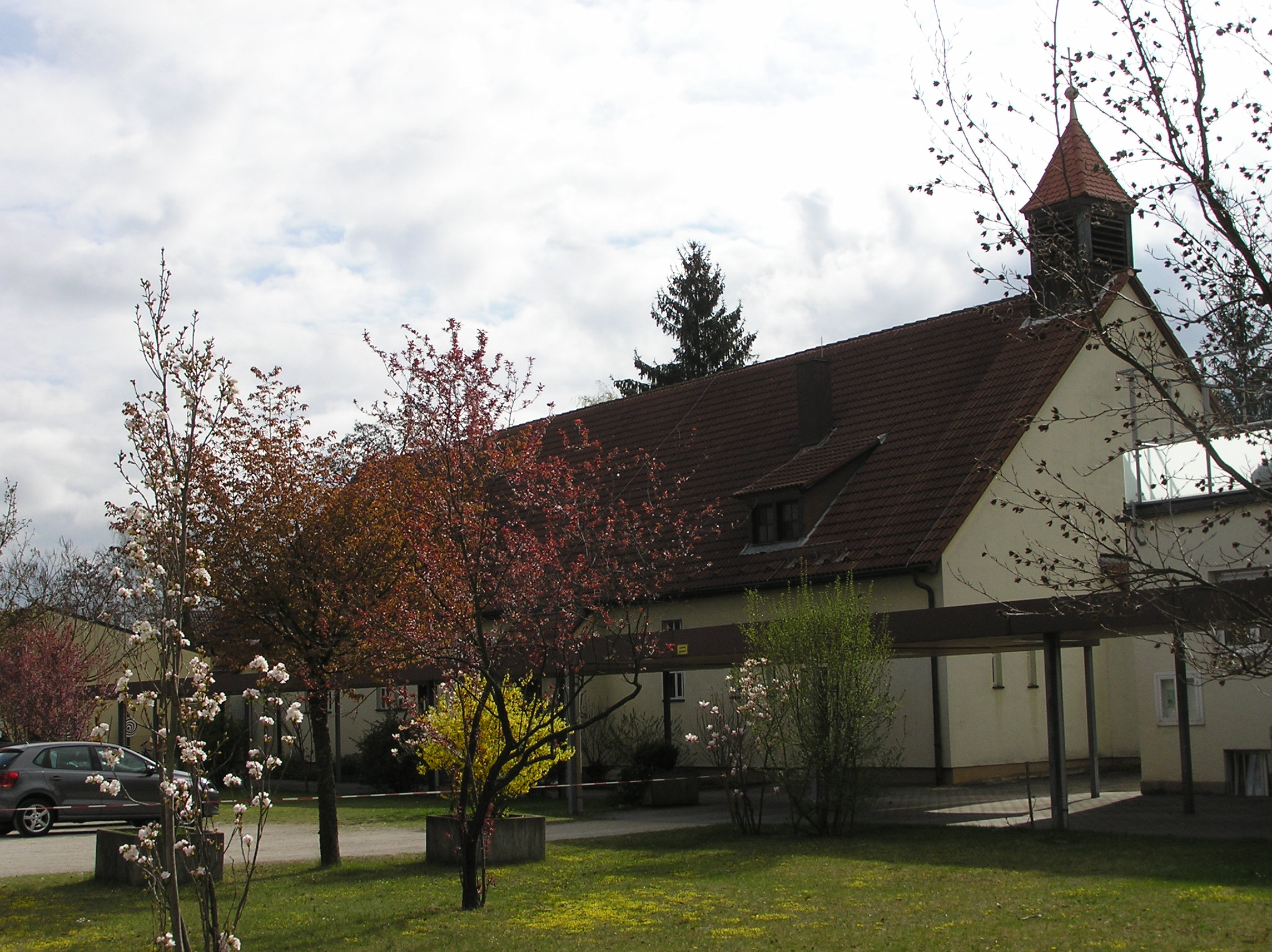
Kirche „St. Theresia vom Kinde Jesu“
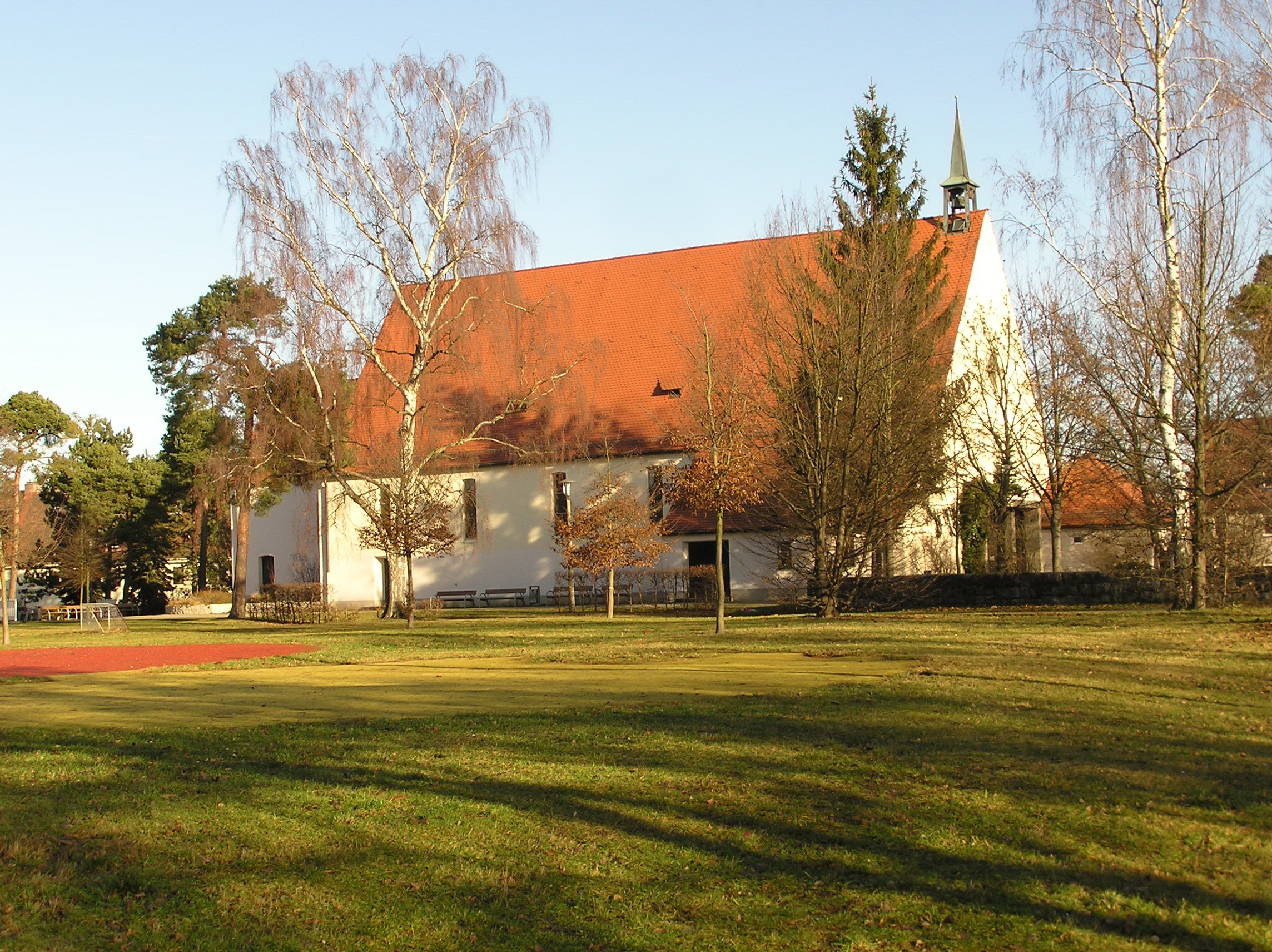
Lutherkirche
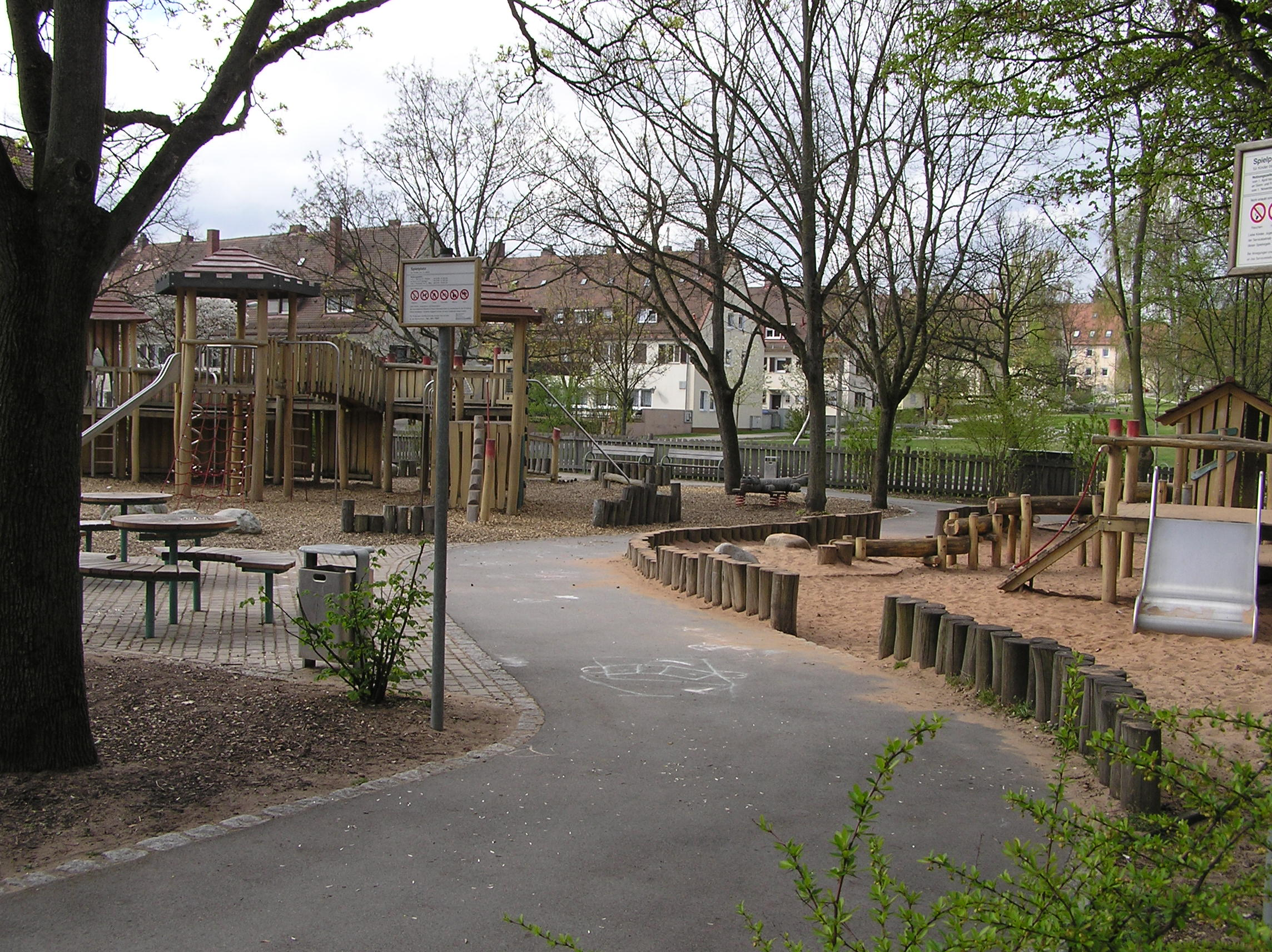
Spielplatz südöstlich der Lutherkirche
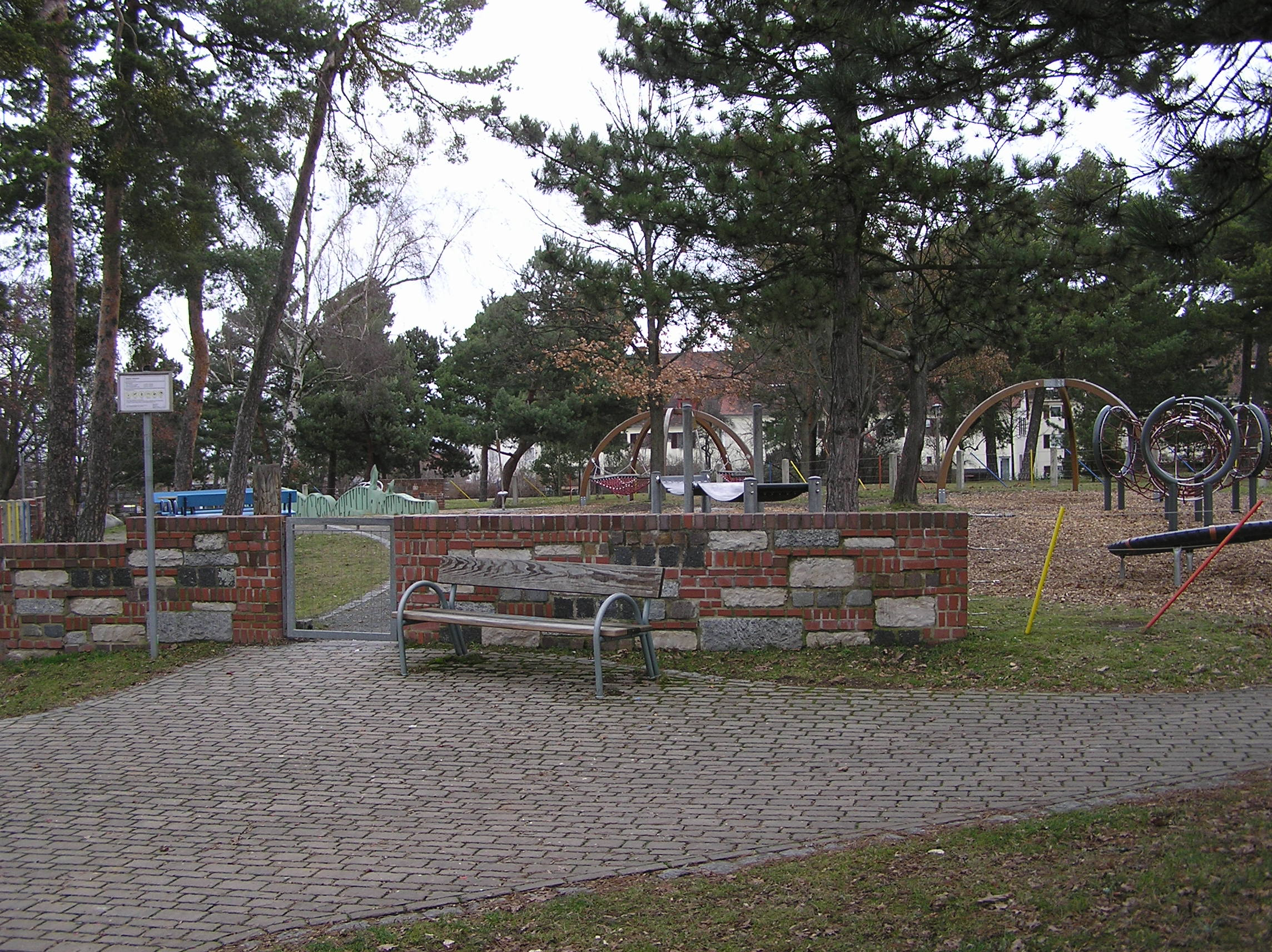
Spielplatz westlich der Lutherkirche
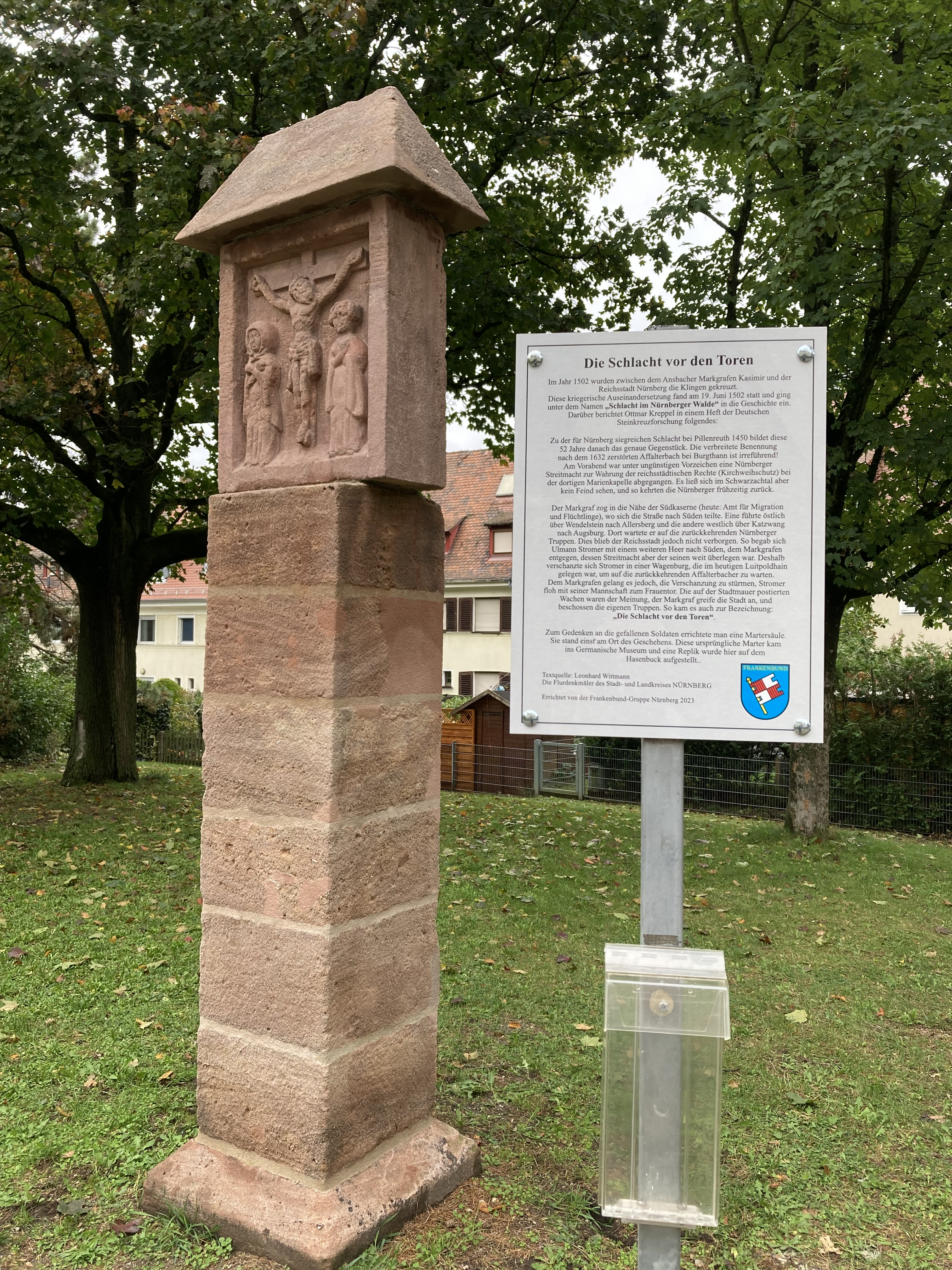
Marterl „Die Schlacht vor den Toren“
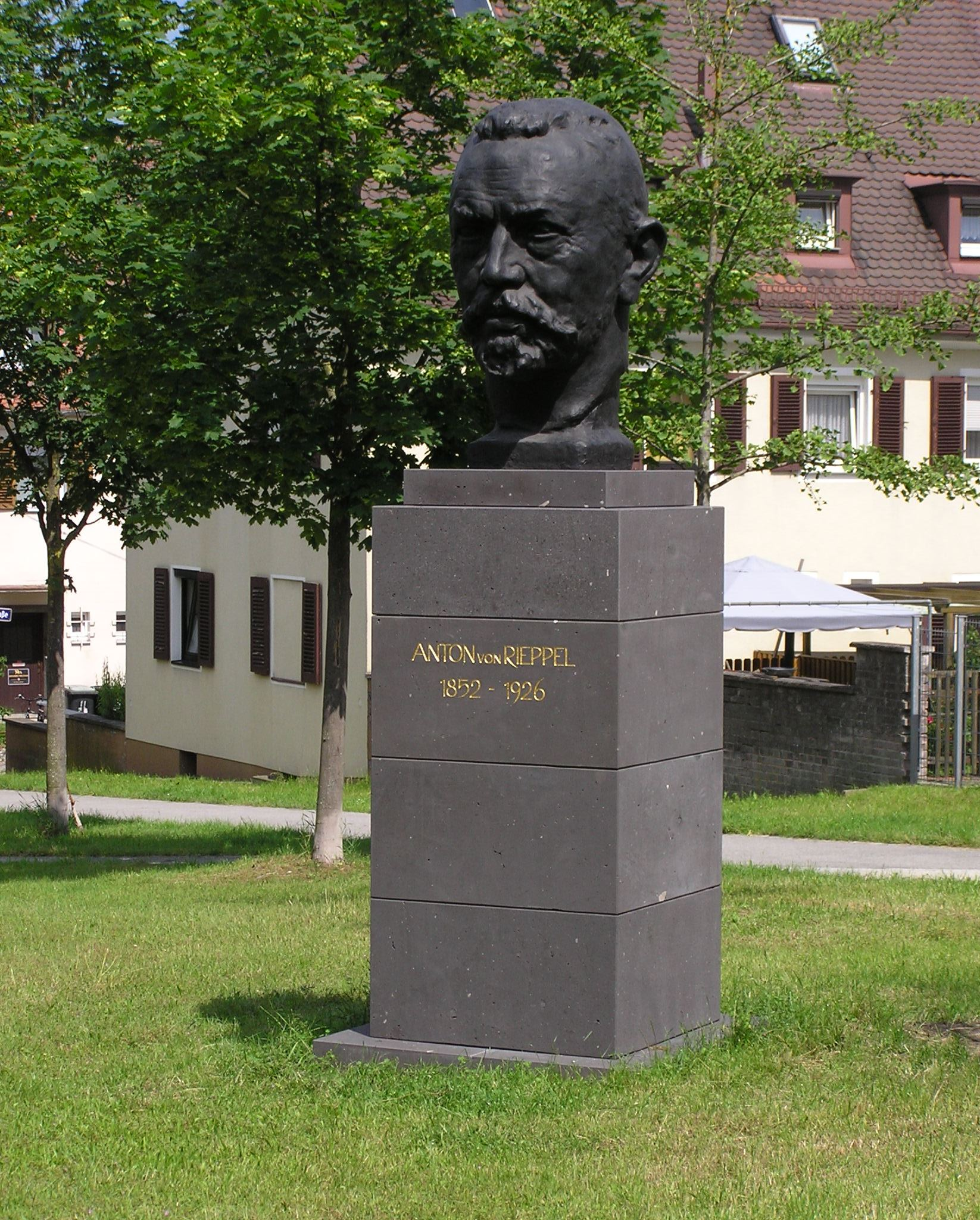
Büste Anton von Rieppel
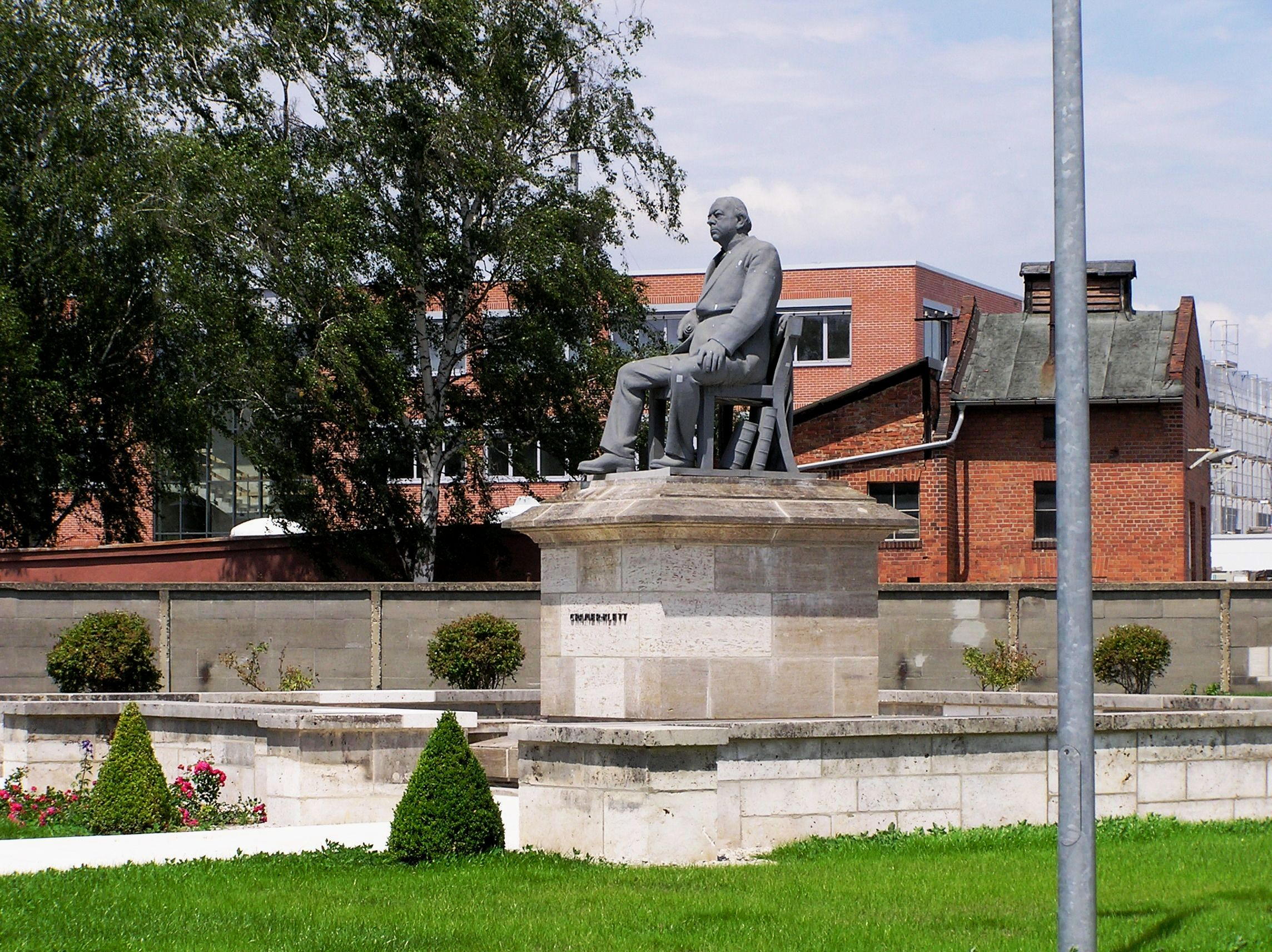
Denkmal Theodor von Cramer-Klett
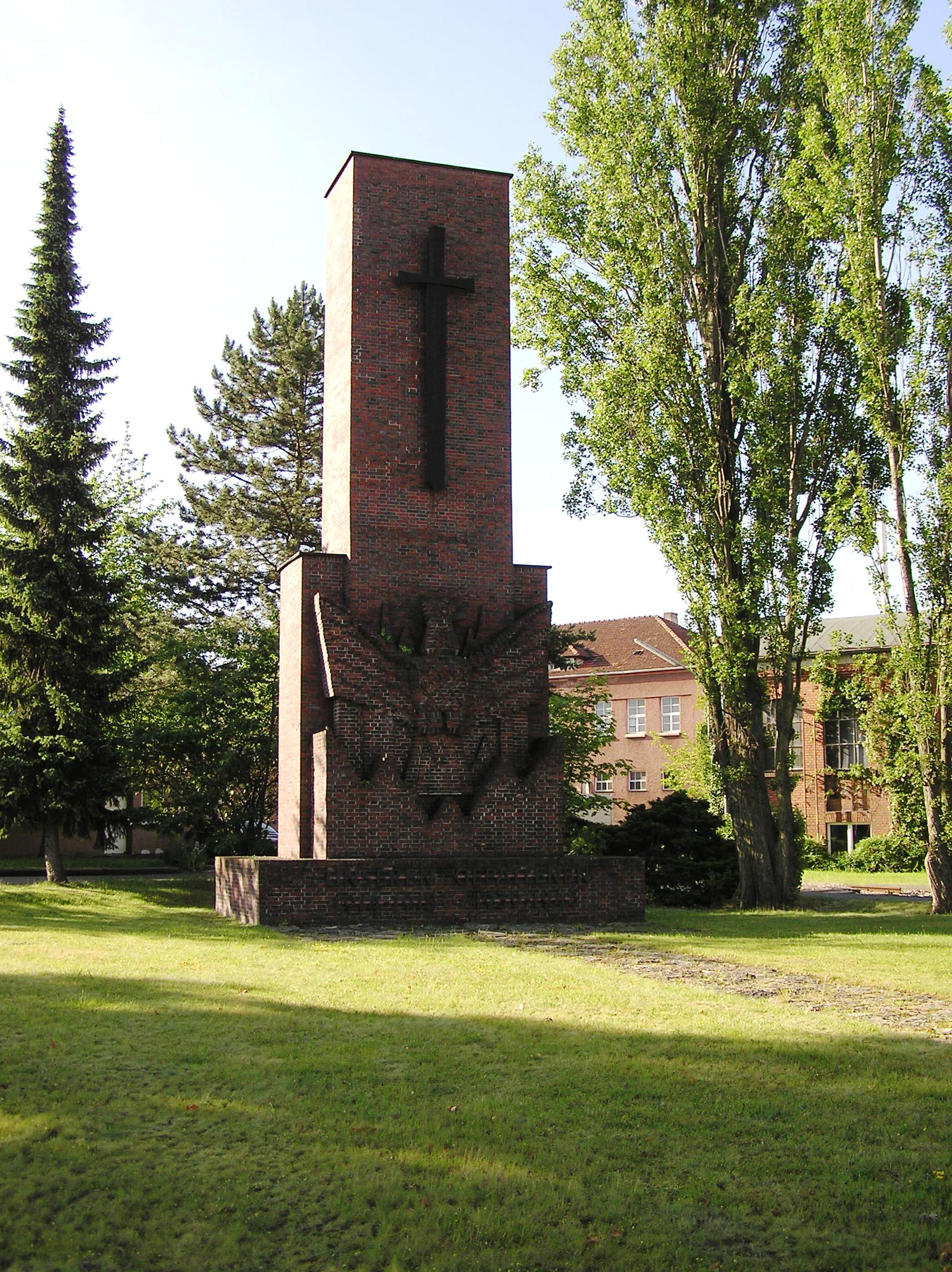
MAN-Kriegerdenkmal

## Infrastruktur
An öffentlichen Verkehrsmitteln gibt es die Nürnberger U-Bahn (Haltestellen U-Bahnhof Hasenbuck; im Nordwesten der U-Bahnhof Frankenstraße), die Straßenbahnlinie 5 sowie die Stadtbuslinien 58, 65 und 68.